# بطاطا مقلية

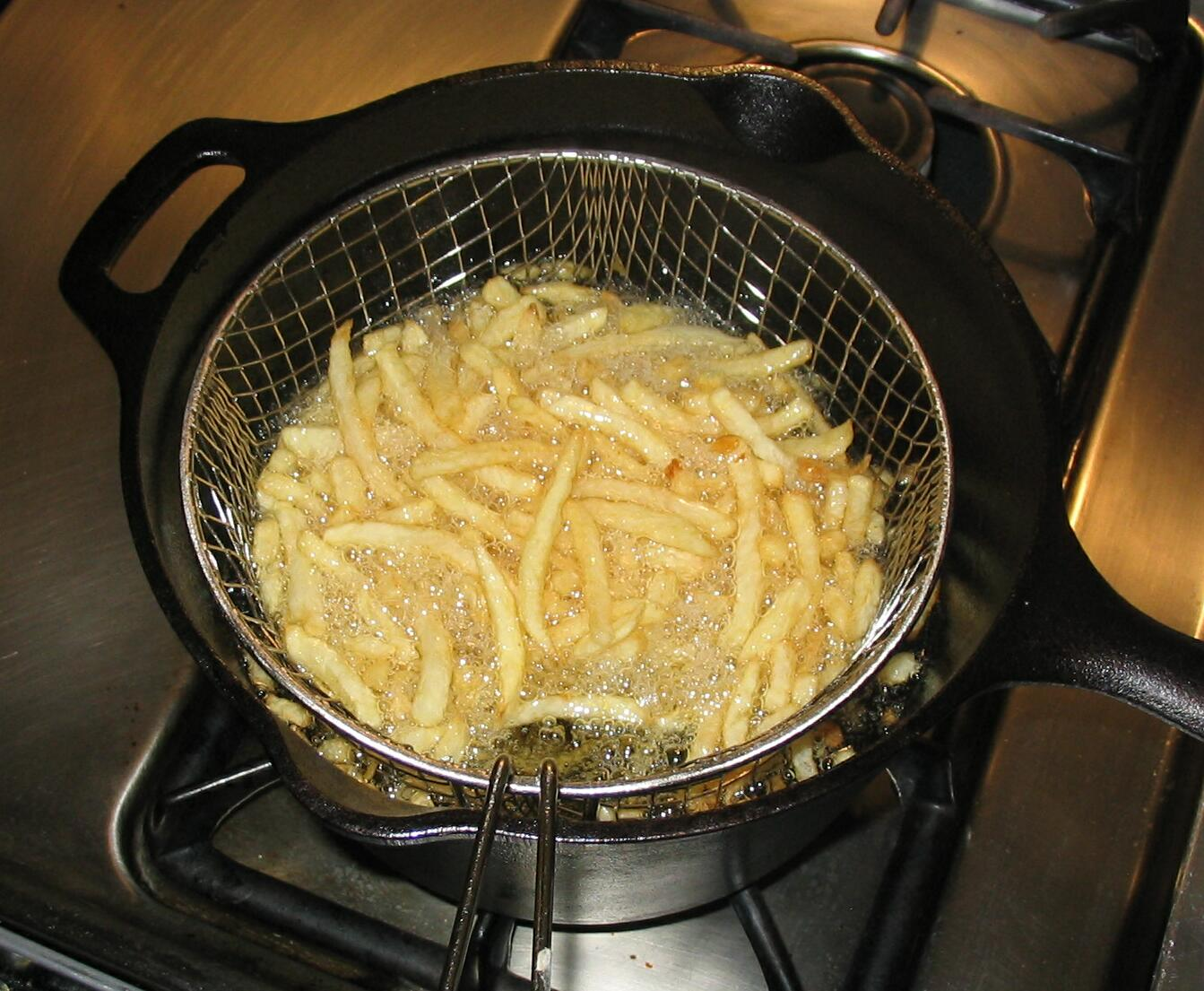
إعداد "البوم فريت" بالقلي في زيت.

البطاطا المقلية أو البطاطس المحمرة أو أصابع البطاطا هي بطاطا مقطعة بشكل عيدان طويلة ومقلية عميقاً.
تٌقدم البطاطا المقلية ساخنةً، إما طرية أو مقرمشة، وتؤكل عادةً كجزء من وجبة غداء أو عشاء أو بمفردها كوجبة خفيفة، وتظهر عادةً على قوائم طعام المطاعم الصغيرة ومطاعم الوجبات الخفيفة والحانات والبارات. عادةً ما تكون البطاطا المقلية مملحة، ويمكن تقديمها مع الكاتشب أو الخل أو المايونيز أو صلصة الطماطم أو غيرها من التخصصيات المحلية حسب البلد. يمكن أن يعلو البطاطا المقلية مكونات كثيرة، كما هو الحال في أطباق البوتين والتشيلي كون كارني. يمكن تحضير البطاطا المقلية من البطاطا الحلوة بدلاً من البطاطا العادية. أنواع رقائق البطاطا المشوية بالفرن يُستخدم لتحضيرها زيتاً أقل أو لا يستخدم أصلا.

## طريقة التحضير
تُحضر البطاطا المقلية أو بتقطيع البطاطا (مقشرة أو غير مقشرة) إلى شرائح متساوية، ثم يتم مسحها أو نقعها في الماء البارد لإزالة النشاء السطحي، ومن ثم تُجفف جيداً. يمكن بعد ذلك قليها بمرحلة واحدة أو مرحلتين. يتفق الطهاة عموماً على ان استخدام تقنية الطهي على مرحلتين تعطي نتائج أفضل. من الممكن أن تحتوي البطاطس الطازجة من الأرض على نسبة ماء عاليةً جداً - مما يؤدي إلى بطاطس مقلية طرية ورطبة - لذا يفضل استخدام البطاطا التي تم تخزينها لفترة.
في تقنية الطهي على مرحلتين، تُقلى البطاطا في دهن ساخن تصل حرارته لحوالي 160 درجة مئوية (320 درجة فهرنهايت) لكي تُطهى من الداخل. يمكن القيام بهذه الخطوة في وقت مسبق. ثم تُقلى مرة ثانية لفترة وجيزة في دهن ساخن جداً تصل حرارته لـ 190 درجة مئوية (375 درجة فهرنهايت) لإعطاء السطح الخارجي القرمشة. ثم توضع في مصفاة أو على ورق المطبخ لازالة الدهن الزائد ومن ثم تمليحها وتقديمها. تعتمد المدة الدقيقة لوقت طهي في كلا المرحلتين على حجم البطاطا. على سبيل المثال، لقلي أصابع بطاطا سمكها حوالي 2-3 ملم، سوف تستغرق مرحلة الطهي الأولى حوالي 3 دقائق، وتستغرق المرحلة الثانية ثوانٍ فقط. يمكن للمرء طهي البطاطس المقلية باستخدام عدة تقنيات، أبرزها القلي العميق بغمر البطاطا في دهون ساخنة، أكثرها شيوعا هو الزيت. تعتبر القلايات الفراغية مناسبة لمعالجة البطاطس منخفضة الجودة ذات مستويات سكر أعلى من الطبيعي.

### التغيرات الكيميائية والفيزيائية
تقلى البطاطا المقلية في عملية من مرحلتين: المرحلة الأولى يُطهى فيها النشا على طول قطعة البطاطا على نارٍ واطئة، وفي المرة الثانية تُقلى البطاطا على نارٍ أعلى لجعل السطح ذو قوام مقرمش ولون محمر. هذه الخطوات ضرورية لإنه إذا قليت قطع البطاطا لمرة واحدة فقط، سوف تكون درجة الحرارة إما ساخنةً جداً، مما يؤدي إلى طهي الجزء الخارجي فقط وليس الداخلي، أو قد تكون درجة الحرارة واطئة، وبالتي تُطهى قطع البطاطا بالكامل، ولكن لن يتم الحصول على قوام مقرمش. على الرغم من أن قطع البطاطس يمكن خبزها أو طهيها على البخار كطريقة تحضير، إلا أن هذا القسم سيركز فقط على البطاطس المقلية المصنوعة باستخدام زيت القلي. أثناء عملية القلي الأولى (عند حوالي 150° درجة مئوية)، يتبخر الماء الموجود على سطح القطع ويُمتص الماء الموجود داخل القطع بواسطة حبيبات النشا، مما يتسبب في انتفاخها وبالتالي يصبح الجزء الداخلي للبطاطا منتفش القوام. حبيبات النشا قادرة على الاحتفاظ بالمياه والتوسع بسبب عملية «الجلتنة» (gelatinization). يكسر الماء والحرارة الروابط الغليكوسيدية بين خيوط الأميلوبكتين والأميلوز، مما يسمح لمصفوفة هلامية جديدة بالتشكل عبر روابط هيدروجينية تساعد في احتباس الماء. الرطوبة التي يتم احتجازها بين مصفوفة الهلام هي المسؤولة عن جعل الجزء الداخلي للبطاطا منتفش. تتحرك جزيئات النشا المجلتنة نحو سطح البطاطا «مكونة طبقة سميكة من النشا المجلتن» وتتحول هذه الطبقة من النشا مسبق الجلتنة إلى السطح الخارجي المقرمش بعد أن تقلى قطع البطاطس للمرة الثانية. خلال مرحلة القلي الثانية (عند حوالي 180° درجة مئوية)، فإن الماء المتبقي على سطح القطع سوف يتبخر وتطهى جزيئات النشا المجلتنة الي تجمعت باتجاه سطح البطاطا مرة أخرى، لتشكيل الجزء الخارجي المقرمش. سوف يتطور اللون البني الذهبي للبطاطا المقلية عندما تشارك الأحماض الأمينية والجلوكوز على السطح الخارجي في تفاعل ميلارد (Maillard reaction).

## حسب البلد والمنطقة

### أمريكا اللاتينية
كمكان منشأ البطاطا، عُثر على أقدم سجلات البطاطا المقلية في أمريكا اللاتينية. واحدة من أولى الإشارات الموثقة عن البطاطا المقلية قدما الكريولوي التشيلي «فرانسيسكو نونيز دي بينيدا إي باسكونان» في كتابه بعنوان «كوتيفيريو فيلي» (Cautiverio feliz) الصادر عام 1673، حيث يقول أن نساء المابوتشي «أرسلن البطاطا المقلية والمطهية بالمرق» في عشاء أثناء إقامته في حصن المهد عام 1629.
حالياً، تعد البطاطس المقلية طبقًا جانبيًا شائعًا في مطبخ أمريكا اللاتينية أو جزء من الأطباق الأكبر مثل طبق سالشيباباس في البيرو وطبق تشوريانا في تشيلي.

### بلجيكا
يقول البلجيكيون أن الوجبة الرئيسية لفقراء بلجيكا كانت أصابع السمك المقلية وفي عام 1680 في الشتاء البارد القارص تحديداً تجمدت الأنهار في بلجيكا وبالتالي اشتد جوع الفقراء عندها قاموا بتقصيص البطاطس على شكل أصابع مثل السمك وقاموا بقليها وأكلها.

### فرنسا
كانت أيام احتلالها للأراضي الكندية حيث يرجعون أصل البطاطا إلى الفرنسيين ويستدلون بهذا الأمر بوجود الوصفة في كتب الطبخ التي ترجع إلى المطبخ الفرنسي العريق وكان من أشهر الطهاة الذين كتبوا عن البطاطا المقلية في الكتب الفرنسية هو الشيف Hanore Julien وبما أن الكتاب قديم ويعود تاريخه إلى ما قبل 1680 فهذا يدل على أن البطاطا المقلية ذات أصل فرنسي حسب الروايات.

### إٍسبانيا
في إسبانيا، تسمى البطاطا المقلية «باتاتاس فريتاس» (patatas fritas) أو باباس فريتاس (papas fritas). شكل شائع آخر، يتضمن قطع بطاطا ذات شكلٍ غير منتظم وحجم أكبر، يُدعى «باتاتاس برافاس» (patatas bravas)، وفيه تُقطع البطاطا إلى قطع كبيرة وتُسلق جزئيًا ثم تُقلى. عادة ما تتبل بصلصة الطماطم الحارة، هذا الطبق هو أحد أكثر أطباق التاباس المفضلة لدى الإسبان. ربما اخترعت البطاطا المقلية في إسبانيا، وهي الدولة الأوروبية الأولى التي ظهرت فيها البطاطا من مستعمرات العالم الجديد، ويُحتمل أن ظهور البطاطا المقلية لأول مرة كان بمثابة إضافة جانبية لأطباق الأسماك في منطقة جليقية، والتي انتشرت منها إلى بقية البلاد ثم إلى مناطق أبعد، إلى «هولندا الإسبانية»، التي أصبحت بلجيكا بعد أكثر من قرن. يعتقد البروفيسور بول إليجيمز، أمين متحف «فريتميوزيم» (Frietmuseum، متحف البطاطا المقلية) في بروج، بلجيكا، أن القديسة تيريزا الأفيلاوية الإسبانية طهت أول بطاطا مقلية، ويشير أيضًا إلى تراث القلي في مطبخ البحر الأبيض المتوسط كدليل.

### كندا
بلدة فلورنسفيل بريستول في مقاطعة نيو برونزويك الكندية، المقر الرئيسي لشركة «ماكين فودز» (McCain Foods)، تطلق على نفسها «عاصمة البطاطا المقلية في العالم» وتستضيف أيضاً متحفاً عن البطاطا يسمى «بوتيتو وورلد» (Potato World، عالم البطاطا). كما أنها واحدة من أكبر المصنعين في العالم للبطاطا المقلية المجمدة وأنواع البطاطا الأخرى.
البطاطس المقلية هي المكون الرئيسي في الطبق الكندي/الكيبكي المعروف (باللغتين الإنجليزية الكندية والفرنسية الكندية) باسم «بوتين» (poutine)، وهو طبق يتكون من البطاطا المقلية المغطاة بخثارة الجبن ومرق اللحم. يمتلك طبق البوتين عددا متزايداً من الاختلافات، ولكن يُعتقد عمومًا أنه تم تطويره في المناطق الريفية في كيبك في وقت ما في الخمسينيات من القرن الماضي، على الرغم من أن المكان الذي ظهر فيه لأول مرة في المقاطعة بالتحديد هو موضوع خلاف. كندا مسؤولة أيضاً عن توفير 22% من البطاطا المقلية في الصين.  

### ألمانيا والنمسا

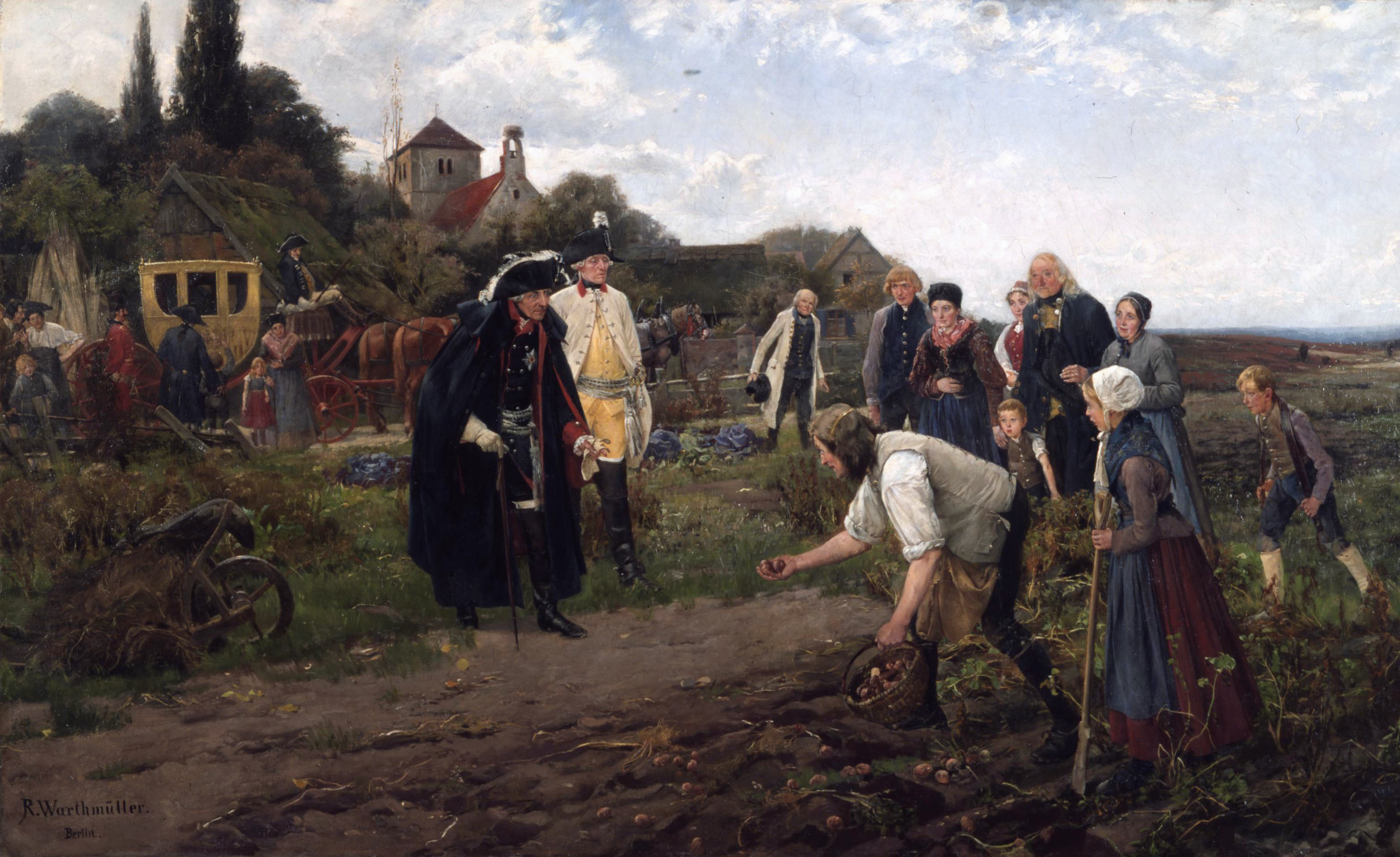
فريدرش الكبير يتفقد حصاد البطاطس

وصلت البطاطا المقلية إلى البلدان الناطقة بالألمانية خلال القرن التاسع عشر. في ألمانيا، تُعرف البطاطا المقلية عادةً بالمصطلحات الفرنسية «بوميس فريتس» (pommes frites) أو «بوميس» (Pommes) فقط أو «فريتن» (Fritten) (مشتقة من الكلمات الفرنسية، ولكن تُنطق بحروف ألمانية). غالبًا ما تُقدم مع الكاتشب أو المايونيز، وهي مشهورة كطبق جانبي في المطاعم، أو كوجبة خفيفة تُقدم كطعام شارع يُشترى من عربات الطعام (Imbissstand). منذ الخمسينيات من القرن الماضي، أصبحت نقانق الكاري (currywurst) طبقًا شائعًا على نطاق واسع يتم تقديمه مع البطاطا المقلية. نقانق الكاري هو نوع من النقانق (غالبا يكون سجق مشوي أو بوكوورست) المغطاة بصلصة من الكاتشب المتبل، ومنثور عليها مسحوق الكاري.
لم يقم الألمان بمحاولة نسب البطاطس المقلية إليهم لكن كان في تاريخهم حادثة شهيرة، حيث قام ملك بروسيا في القرن 18 فريدريك الأكبر الذي كان حريصا على إقناع الألمان بتناول البطاطس وأقنعهم بأن النشويات توجد أساسا في القمح وفي البطاطا وأنها هي التي ستحميهم من المجاعة. أراد إقناعهم بذلك لأن البطاطا لم تكن ضمن ثقافتهم الغذائية. في تلك الفترة كان ينظر إلى أن منظر البطاطا مقرف إضافة إلى أن البروسيين لم يكونوا من آكلي الخضار إلا قليلا. وقد كان الناس يقولون إنه حتى الكلاب لا تستطيع أكل البطاطا. لذلك أراد الملك إجبارهم على ذلك.

### جنوب أفريقيا
بينما يعد تناول البطاطا المقلية المقرمشة «العادية» أمرًا شائعًا في جنوب إفريقيا، إلا أنه هناك طبق يُدعى «سلاب تشيبس» (slap-chips) وهو من المأكولات المفضلة إقليمياً، ولا سيما في كيب تاون، وهو عبارة عن نسخة طرية وندية من البطاطا المقلية مغموسة في الخل الأبيض. عادة ما تكون هذه الرقائق أكثر سمكًا وتقلي بدرجة حرارة منخفضة لفترة زمنية أطول من البطاطس المقلية العادية. تعتبر السلاب تشيبس عنصرًا مهمًا في شطيرة جاتسبي (Gatesby)، وهي أيضًا من الأطعمة الشهية الشائعة في كيب تاون. تُقدم رقائق البطاطا بشكل شائع مع السمك المقلي عميقاً الذي يقدم أيضًا مع نفس الخل الأبيض.

### المملكة المتحدة وايرلندا
تسمى البطاطا الاعتيادية المقلية عميقاً في المملكة المتحدة بالرقائق (Chips)، وتقطع إلى قطع يتراوح طولها بين 10 و 15 مليمتر (0.39 و 0.59 بوصة). تحضر أحيانًا من البطاطا غير المقشرة (تقلى مع القشرة). الرقائق البريطانية (Chips) ليست هي نفسها الرقائق المقلية (مصطلح أمريكي)؛ هذه تسمى «مقرمشات» (Crisps) في بريطانيا. في المملكة المتحد، تعد الرقائق جزءًا من طبق الوجبات السريعة الشهير والعالمي الآن وهو طبق السمك ورقائق البطاطا (fish and chip). في المملكة المتحدة، تعتبر الرقائق نوعاً منفصلاً عن البطاطا المقلية. رقائق البطاطا تكون أكثر سمكًا من البطاطا المقلية، وعادة ما يتم طهيها مرة واحدة فقط وعلى درجة حرارة منخفضة.   

### الولايات المتحدة

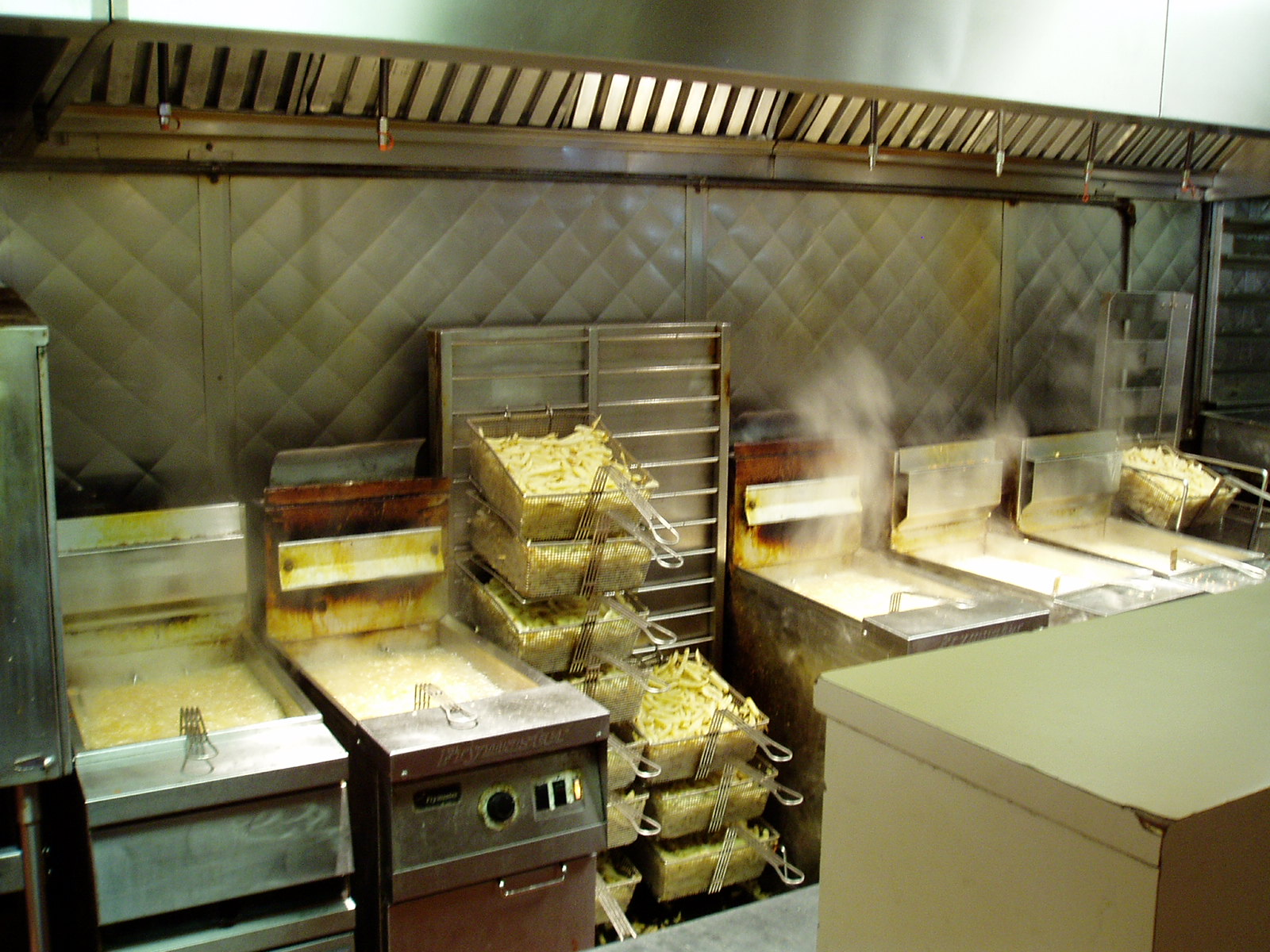
إنتاج البطاطا المقلية مع مقياس منظم لدرجة الحرارة في مطعم.

على الرغم من أن البطاطا المقلية كانت طبقًا شائعًا في معظم دول الكومنولث البريطانية، إلا أن البطاطا المقلية «الرقيقة» انتشرت في جميع أنحاء العالم إلى حد كبير عن طريق سلاسل الوجبات السريعة الأمريكية الكبيرة مثل ماكدونالدز وبرغر كينج ووينديز. في الولايات المتحدة، يُنسب إلى «جي آر سيمبلوت» نجاحه في تسويق البطاطا المقلية في صورة مجمدة خلال الأربعينيات. بعد ذلك، في عام 1976، تعاقد راي كروك من ماكدونالدز مع شركة سيمبلوت لتزويدهم بالبطاطا المقلية المجمدة، لتحل محل البطاطا الطازجة. في عام 2004، استخدم 29% من محصول البطاطا في الوايات المتحدة لصنع البطاطا المقلية المجمدة – 90% منها يستهلكها قطاع الخدمات الغذائية و10% تُباع في محلات التجزئة. تشتهر الولايات المتحدة أيضاً بتزويد الصين بمعظم البطاطا القلية حيث ان 70% من البطاطا المقلية في الصين تكون مستوردة.

تتوفر البطاطا المقلية المحضرة مسبقاً للطهي المنزلي منذ الستينيات من القرن العشرين، حيث يتم قليها مسبقاً (أو خبزها في بعض الأحيان) ومن ثم تجميدها ووضعها في كيس بلاستيكي مغلق. بعض أصناف البطاطا المقلية التي ظهرت فيما بعد تم تعطيتها بالعجين السائل والبقسماط، والعديد من سلاسل الوجبات السريعة في الولايات المتحدث تقوم بتغطية البطاطا بالكشكاة والدكسترين وغيرها من المنكهات من أجل الحصول على بطاطا مقرمشة ذات طعم مميز. البطاطا المقلية هي واحدة من أكثر الأطباق شعبية في الولايات المتحدة، وعادة ما يتم تقديمها كطبق جانبي، كما يمكن رؤيتهافي مطاعم الوجبات السريعة. يأكل الأمريكي العادي حوالي 30 رطلاً (13.6 كليوغرام) من البطاطا المقلية سنوياً.

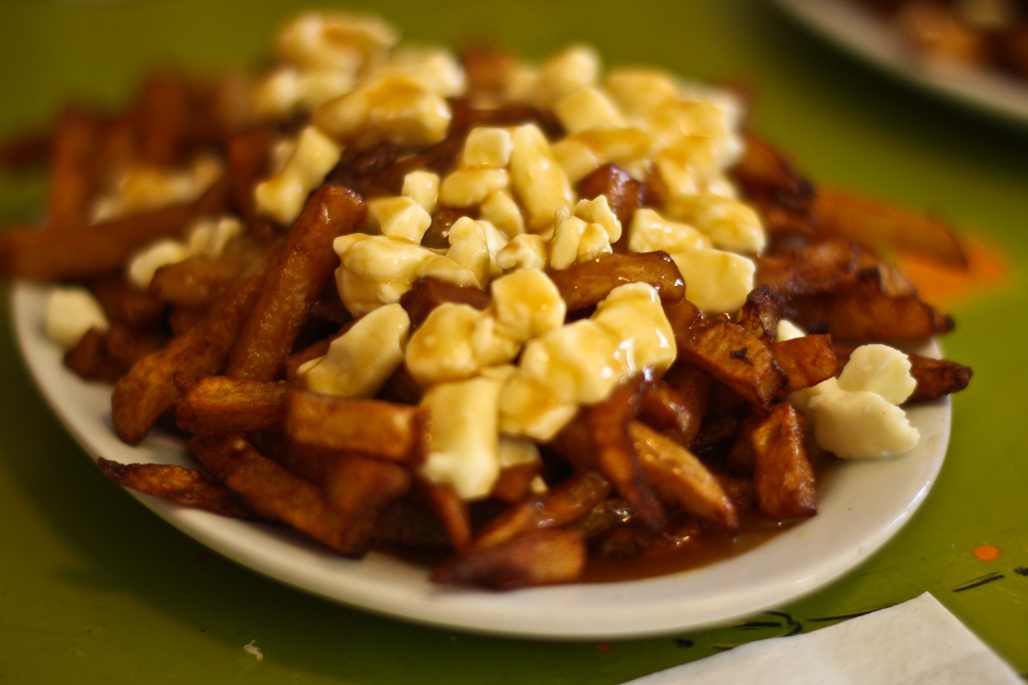
طبق بوتين في مطعم "لا بانكيز" في مونتريال. وهو طبق كيبيكي شهير محضر من البطاطا المقلية وخثارة الجبن والمرق.
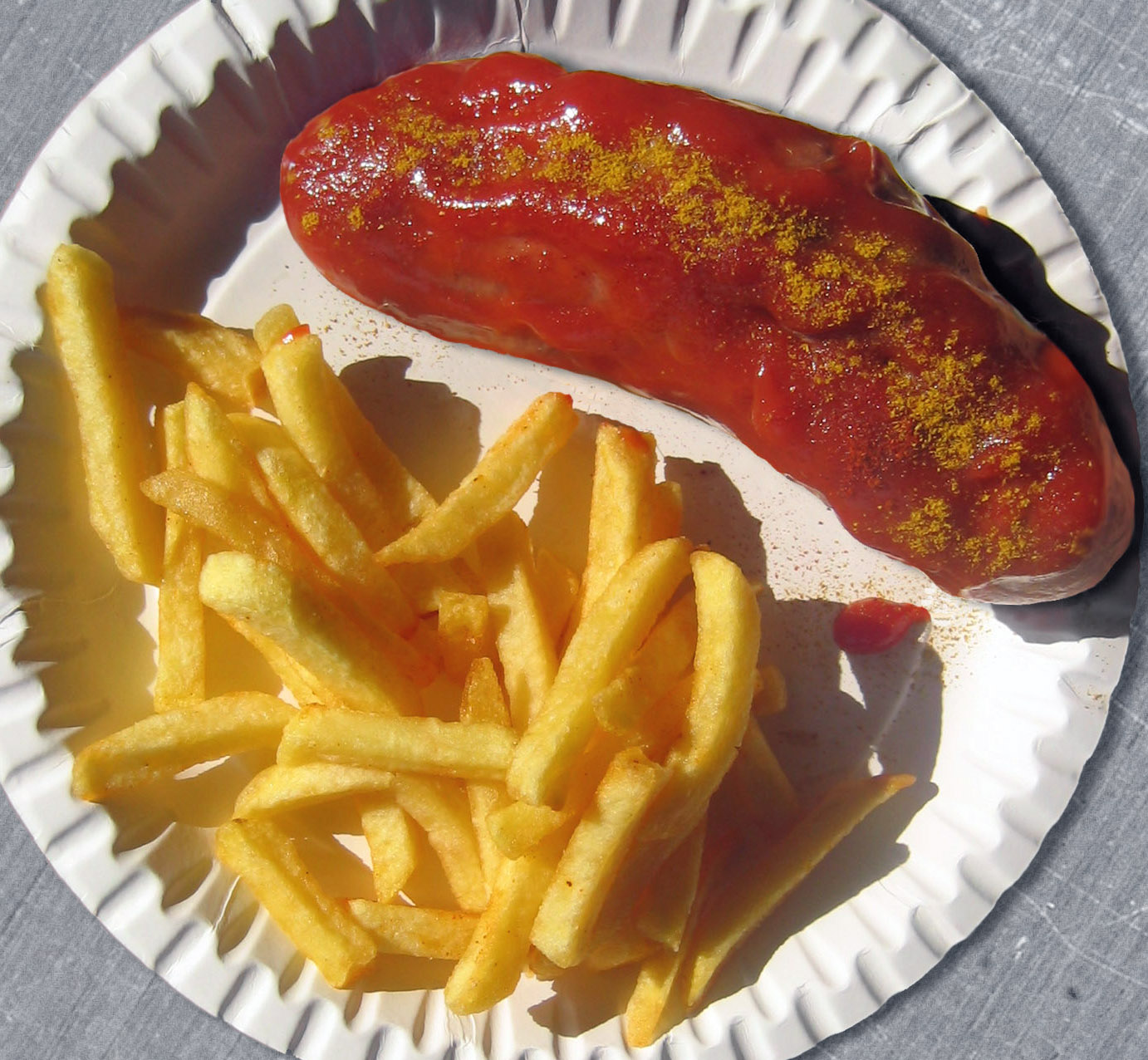
نقانق الكاري وبطاطا مقلية، ألمانيا.
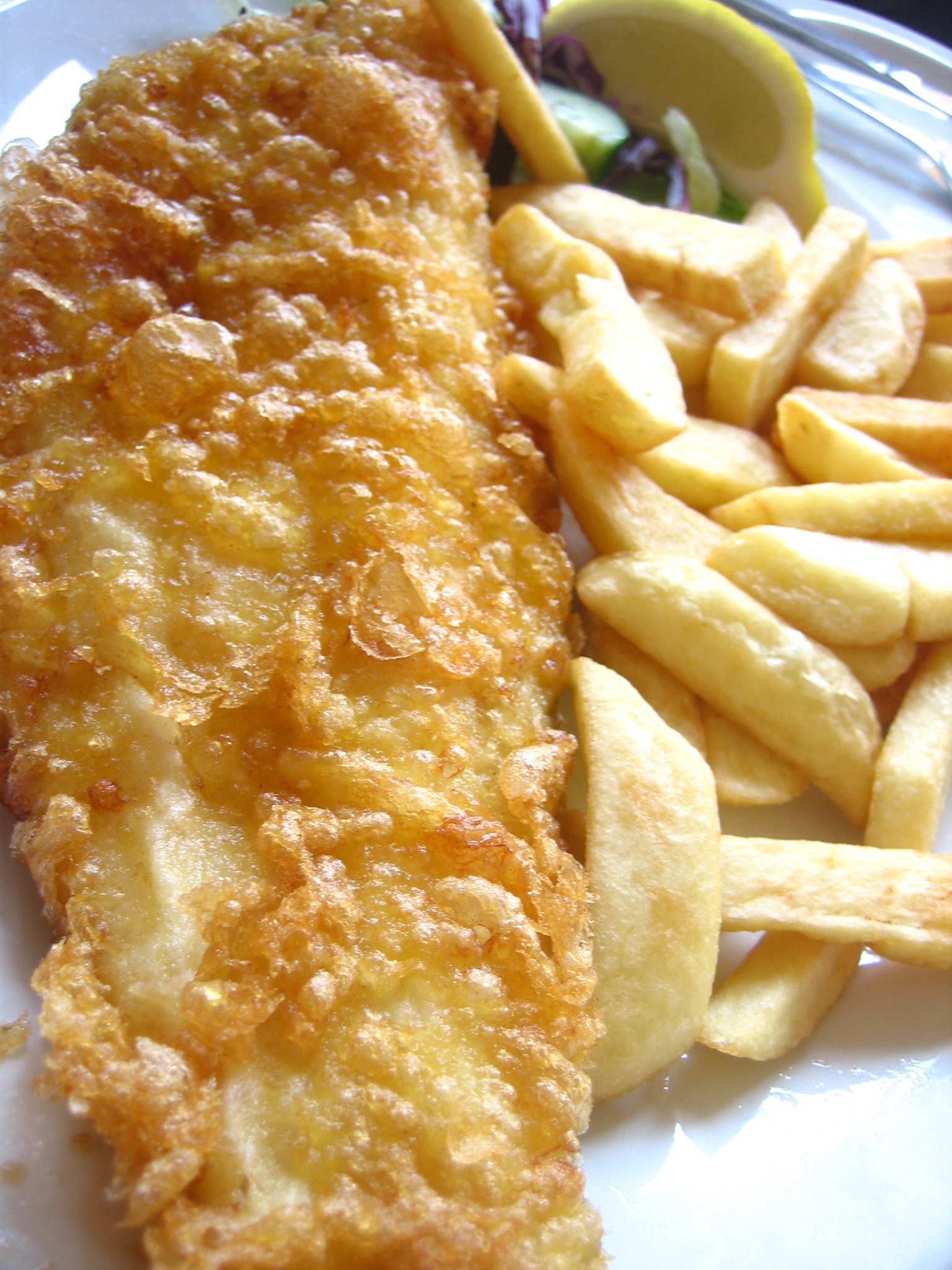
السمك ورقائق البطاطا.

## الإضافات الجانبية
تُقدم البطاطا المقلية مع مجموعة متنوعة من الإضافات الجانبية، مثل الملح أو الخل (خل الشعير أو الخل البلسمي أو الخل الأبيض) أو الفلفل أو توابل الكاجون أو الجبن المبشو أو الجبن الذائب أو البازلاء المهروسة أو صلصلة الكاري الساخنة أو كاتشب الكاري أو الصلصة الحارة أو الخردل أو المايونيز أو صلصة البيرنيز أو صلصة التارتار أو الفلفل الحار أو الجاجيك أو جبنة الفيتا أو صلصة الثوم أو صلصلة المقالي أو الزبدة أو القشدة الحامضة أو صلصة الرانش أو صلصة الشواء أو المرق أو العسل أو الأيولي أو صلصة البراون أو الكاتشب أو عصير الليمون أو مخلل الخيار أو القثاء المخلل أو البصل المخلل.

## أشهر أنواع أكلات البطاطا المقلية
هناك أنواع عديدة من أكلات البطاطا المقلية ومن أكثر الأنواع شهرة عالميا:
- بطاطا كارني أسادا المقلية - بطاطا مقلية مغطاة بطبقة من الكارني آسادا (لحم بقري مشوي ومقطع) والغواكامولي والكريمة الحامضة والجبن.[42]
- بطاطا مقلية بالجبنة - بطاطا مقلية مغطاة بطبقة من الجبن.[43]
- البطاطا المقلية التشيلية - بطاطا مقلية مغطاة بالفلفل التشيلي الأخضر، وهو طبق شائع في ولاية نيومكسيكو الأمريكية.
- البطاطا المقلية الحارة - بطاطا مقلية مغطاة بيخنة تشيلي كون كارني.
- البطاطا المقلية الحارة بالجبنة - بطاطا مقلية مغطاة بالفلفل الحار والجبن.[44]
- تشوريانا - طبق تشيلي يتكون من البطاطا المقلية المغطاة بأنواع مختلفة من شرائح اللحم والنقانق ومكونات أخرى.
- البطاطا المقلية المجعدة - تُقطع بطريقة مسننة ومخددة.[45]
- البطاطا المقلية المموجة - تمييز بشكلها الحلزوني، تُقطع باستخدام قطاعة لولبية متخصصة.[45]
- البطاطا المقلية بالكاري (Curry Chips) - بطاطا مقلية مغطاة بصلصة الكاري، وهو من طبق شهير تقدمه متاجر البطاطا المقلية في أيرلندا وشمال إنجلترا.
- ديرتي فرايز (Dirty fries، البطاطا المقلية الملوثة) - بطاطا مقلية مغطاة بالجبن الذائب وقطع اللحم المقدد والفلفل الحار.
- شطيرة البطاطا المقلية[46] - مثل شطيرة "Chip butty" والتي هي عبارة عن شطيرة مليئة بالبطاطا المقلية، يمكن تناولها مع الصلصات مثل الكاتشب أو المايونيز أو الصلصة البنية.[47][48] من الامثلة الأخرى شطيرة «ميترايليت»، وهي شطيرة شائعة في بلجيكا، تتألف من خبز وبطاطا مقلية ونوع من اللحوم المقلية بالإضافة إلى الصلصات.[49][50]
- البطاطا المقلية بالفرن - تغطى بالزيت أثناء التحضير، وتخبز في الفرن، غالباً ما تُباع مجمدة.
- ودجز - بطاطا مقلية مقطعة سميكاً على شكل إسفين،[45] مع ترك القشرة عليها.
- بوتين - طبق يتكون من البطاطا المقلية مع خثارة الجبن والمرق، وهو مرتبط بمقاطعة كيبيك الكندية.
- سالجيبابس - طبق بيروفي يتكون من البطاطا المقلية، تعلوها شرائح النقانق المقلية.
- تورنادو فرايز - بطاطس مقطعة بشكل حلزوني توضع على سيخ ثم تقلى.[45]

## تطور الإنتاج
بسبب الزيادة الكبيرة في الاستهلاك لمنتج البطاطا المقلية فقد ازدهرت عمليات الإنتاج والتصنيع والمحلات وحتى التصدير فأصبحت البطاطا تصدر نصف مقلية ومجمدة ومغلفة وعند الاستهلاك تفتح العلبة ويتم اكمال عملية القلي ومن ثمة تناولها وصمم لهذا الغرض خطوط إنتاج كاملة.

## أشهر الشركات العالمية في إنتاج البطاطا المقلية
تعتبر ماكدونالدز من أشهر الماركات العالمية في إنتاج البطاطا المقلية أو كمحل للوجبات السريعة التي ارتبطت بها البطاطا المقلية ارتباطا وثيقا.

## الجوانب الصحية

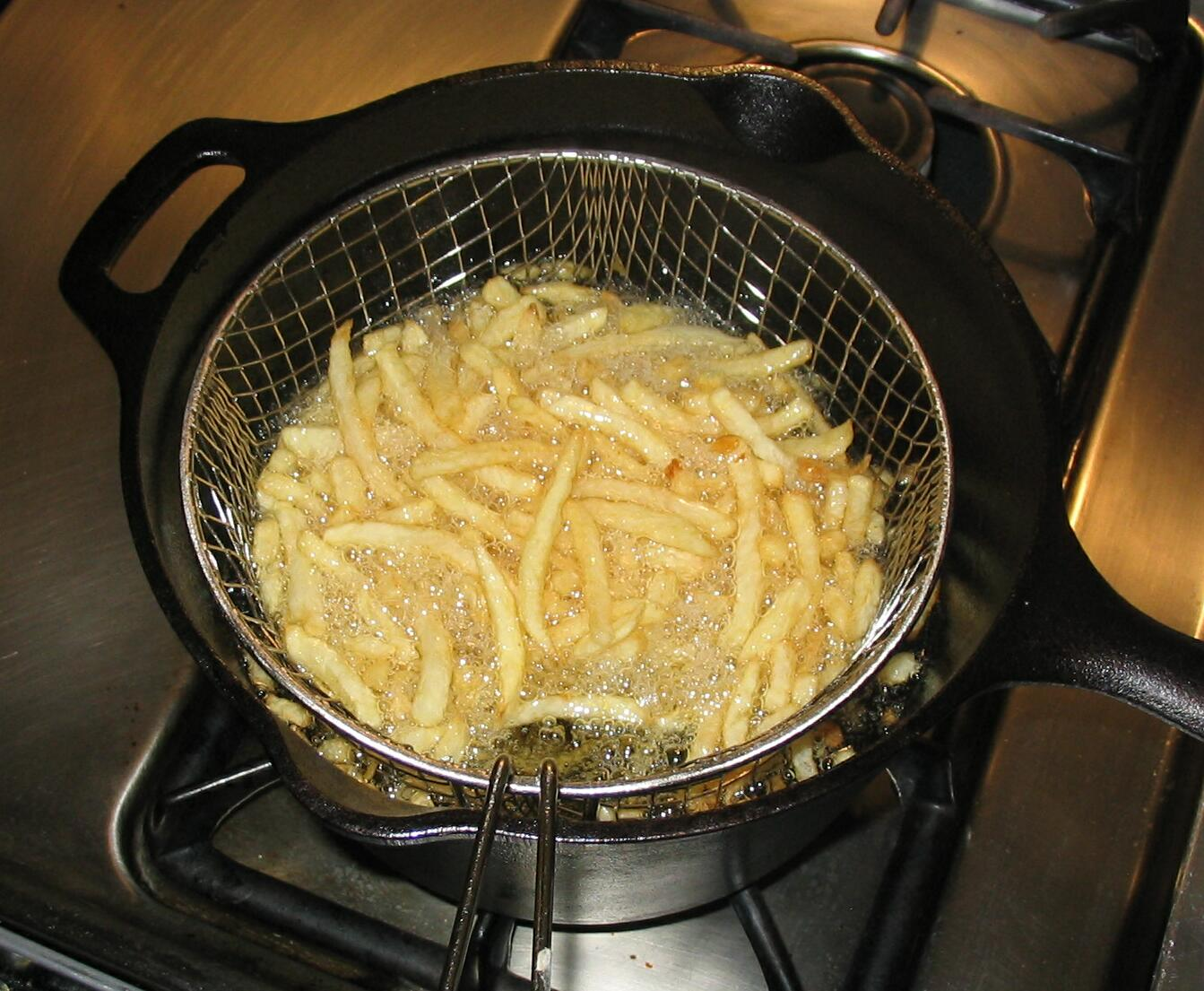
بطاطا تُقلى بالزيت.

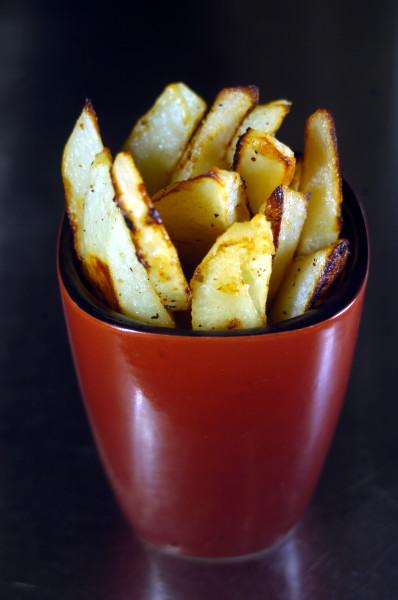
بطاطا محمرة مطهية بالفرن.

تحتوي البطاطا المقلية بشكل أساسي على الكربوهيدرات (تكون في الغالب على شكل نشا) والبروتينات من البطاطا نفسها، بالإضافة إلى الدهون التي يتم امتصاصها أثناء عملية القلي العميق. يُستخدم الملح، والذي يحتوي على الصوديوم، في تتبيل البطاطا المقلية تقريباً دائماً. يبلغ وزن الوجبة الكبيرة من البطاطا المقلية في مطعم ماكدونالدز بالولايات المتحدة 154 غراماً، تحتوي على 510 سعرة حرارية تأتي من 66 غم من الكربوهيدرات و24 غم من الدهون و7 غم من البروتين و350 ملغ من الصوديوم.
انتقد الخبراء البطاطس المقلية لكونها غير صحية للغاية، وفقاً للدكتور في الطب جوناثان بونيه في مقال بمجلة تايم فإن «البطاطا المقلية تختلف من ناحية القيمة الغذائية عن البطاطا» لأنها «قُليت، وملحت، وتمت إزالة أحد أكثر أجزاء البطاطا صحةً، وهو القشرة، حيث يوجد االعديد من العناصر الغذائية والألياف.» تصف أخصائية التغذية المُسَجَّلة كريستين كيركباتريك البطاطا المقلية بانها «... خضروات نشوية للغاية مغموسة في مقلاة مليئة بالدهون غير الصحية، وماتبقى لديك هو طعام ليس له قيمة غذائية تعويضية على الإطلاق.» يقول الدكتور في الطب ديفيد كاتز أن «البطاطا المقلية غالباً ما تكون الطبق الجانبي شديد الدسم للبرغر— وغالباً ما يستخدم كلاهما كوسيلة لتناول الكاتشب الذي يحتوي على السكر والمايونيز الدسم.»
قلي البطاطا في دهن البقر أو دهن الخنزير أو أي دهون حيوانية أخرى يضيف الدهون المشبعة إلى النظام الغذائي. إن استبدال الدهون الحيوانية بالزيوت النباتية الاستوائية، مثل زيت النخيل، يعمل ببساطة على إستبدل دهون مشبعة بأخرى.لسنوات عديدة، استخدمت الزيوت النباتية المهدرجة جزئيًا كوسيلة لتجنب الكوليسترول وتقليل محتوى الأحماض الدهنية المشبعة، ولكن مع مرور الوقت بدأ يُنظر إلى أن محتوى الدهون المتحولة في هذه الزيوت تساهم في أمراض القلب والأوعية الدموية. بدءًا من عام 2008، قامت العديد من سلاسل المطاعم والشركات المصنعة للبطاطس المقلية المجمدة المطبوخة مسبقًا بالتخلص التدريجي من الزيوت النباتية التي تحتوي على الدهون المتحولة.
تحتوي البطاطا المقلية على بعضٍ من أعلى مستويات الأكريلاميد في أي مادة غذائية، وقد أثار الخبراء مخاوفهم بشأن تأثيرات مادة الأكريلاميد على صحة الإنسان. وفقًا لجمعية السرطان الأمريكية، لم يتضح اعتبارًا من 2013 ما إذا كان استهلاك مادة الأكريلاميد يؤثر على خطر إصابة الناس بالسرطان. أشار التحليل التلوي إلى أن مادة الأكريلاميد الغذائية لا ترتبط بخطر الإصابة بأغلب أنواع السرطان الشائعة، ولكنها لا تستبعد ارتباطًا بسيطاً بسرطان الكلى أو بطانة الرحم أو المبيض. الطريقة الأقل دسامة لتحضير منتج شبيه بالبطاطا المقلية تتم عن طريقة دهن البطاطا المقطعة بالقليل من الزيت والتوابل أو المنكهات ومن ثم خبزها في الفرن. ستكون درجة حرارة الطهي أقل مقارنة بالقلي العميق، مما يقلل أيضاً من تكون مادة الأكريلاميد.